# Спрингервілл
Спрингервілл (англ. Springerville) — місто (англ. town) в США, в окрузі Апачі штату Аризона. Населення — 1717 осіб (2020).

## Географія

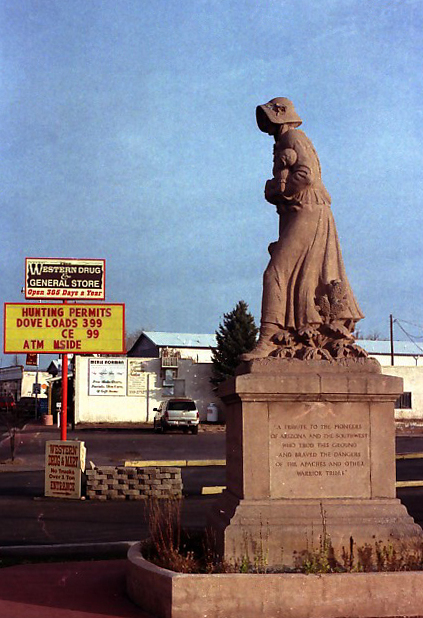
Аризонська мадонна

Спрингервілл розташований за координатами 34°9′15″ пн. ш. 109°17′48″ зх. д. / 34.15417° пн. ш. 109.29667° зх. д. (34.154230, -109.296740).  За даними Бюро перепису населення США в 2010 році місто мало площу 30,27 км², з яких 29,85 км² — суходіл та 0,42 км² — водойми.

### Клімат
| Клімат : Спрингервілл                                         | Клімат : Спрингервілл | Клімат : Спрингервілл | Клімат : Спрингервілл | Клімат : Спрингервілл | Клімат : Спрингервілл | Клімат : Спрингервілл | Клімат : Спрингервілл | Клімат : Спрингервілл | Клімат : Спрингервілл | Клімат : Спрингервілл | Клімат : Спрингервілл | Клімат : Спрингервілл | Клімат : Спрингервілл |
| Показник                                                      | Січ.                  | Лют.                  | Бер.                  | Квіт.                 | Трав.                 | Черв.                 | Лип.                  | Серп.                 | Вер.                  | Жовт.                 | Лист.                 | Груд.                 | Рік                   |
| Середній максимум, °C                                         | 8,7                   | 10,7                  | 13,5                  | 17,8                  | 22,4                  | 27,3                  | 27,9                  | 26,6                  | 24,7                  | 20,1                  | 14,0                  | 9,4                   | 18,6                  |
| Середній мінімум, °C                                          | −9,3                  | −7,6                  | −5,4                  | −1,8                  | 2,1                   | 6,6                   | 10,6                  | 9,6                   | 5,7                   | −0,3                  | −6,1                  | −9,4                  | −0,4                  |
| Норма опадів, мм                                              | 13                    | 12                    | 13                    | 10                    | 10                    | 13                    | 68                    | 77                    | 39                    | 23                    | 12                    | 13                    | 303                   |
| ------------------------------------------------------------- | --------------------- | --------------------- | --------------------- | --------------------- | --------------------- | --------------------- | --------------------- | --------------------- | --------------------- | --------------------- | --------------------- | --------------------- | --------------------- |
| Джерело: NOAA (1981–2010 normals), Weatherbase (precip, snow) |                       |                       |                       |                       |                       |                       |                       |                       |                       |                       |                       |                       |                       |

## Демографія
Згідно з переписом 2010 року, у місті мешкала 1961 особа в 775 домогосподарствах у складі 473 родин. Густота населення становила 65 осіб/км².  Було 954 помешкання (32/км²).
Расовий склад населення:
| - 83,9 % — білих - 5,4 % — корінних американців - 1,0 % — азіатів - 0,3 % — чорних або афроамериканців - 0,1 % — вихідців з тихоокеанських островів - 5,8 % — осіб інших рас |

До двох чи більше рас належало 3,6 %. Частка іспаномовних становила 24,6 % від усіх жителів.
За віковим діапазоном населення розподілялося таким чином: 29,1 % — особи молодші 18 років, 55,0 % — особи у віці 18—64 років, 15,9 % — особи у віці 65 років та старші. Медіана віку мешканця становила 35,7 року. На 100 осіб жіночої статі у місті припадало 100,7 чоловіків;  на 100 жінок у віці від 18 років та старших — 100,1 чоловіків також старших 18 років.
Середній дохід на одне домашнє господарство  становив 46 956 доларів США (медіана — 35 104), а середній дохід на одну сім'ю — 57 506 доларів (медіана — 43 000). Медіана доходів становила 44 688 доларів для чоловіків та 23 750 доларів для жінок. За межею бідності перебувало 36,3 % осіб, у тому числі 54,2 % дітей у віці до 18 років та 12,2 % осіб у віці 65 років та старших.
Цивільне працевлаштоване населення становило 678 осіб. Основні галузі зайнятості: освіта, охорона здоров'я та соціальна допомога — 20,1 %, роздрібна торгівля — 13,9 %, транспорт — 13,0 %, мистецтво, розваги та відпочинок — 12,2 %.